# Clyde Purnell
Pour les articles homonymes, voir Purnell.
Clyde Honeysett Purnell (14 mai 1877 – 14 août 1934) est un footballeur anglais, qui participe aux Jeux olympiques de 1908.

## Biographie
Il fait partie des joueurs britanniques qui remportent le tournoi olympique et la médaille d'or en 1908. Il joue trois matchs lors de la compétition, inscrivant un quadruplé face à la Suède.

## Palmarès
Grande-Bretagne olympique
- Jeux olympiques (1) :
  -  Or : 1908.